# Limes superior a limes inferior

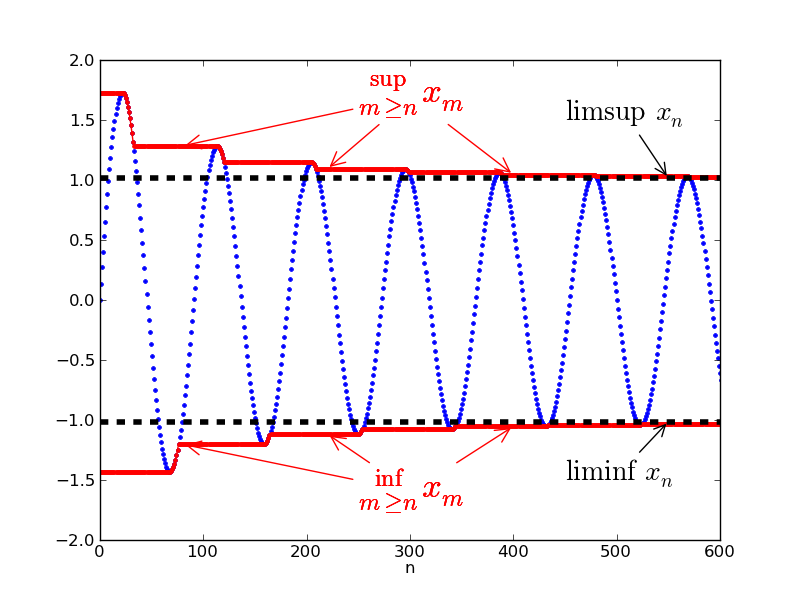
Postupné přibližování k a obdobně pro limes inferior

V matematice, zejména v matematické analýze, se pod limes superior a limes inferior dané posloupnosti rozumí její omezení seshora, respektive zespoda, „v nekonečnu“, tedy hodnota, přes, respektive pod, kterou se posloupnost dostane pouze v konečně mnoha případech, ale které se skutečně nekonečně jejích hodnot nekonečně blízko blíží, nebo jí dokonce nabývají. Jedná se o největší respektive nejmenší hromadný bod dané posloupnosti.
Uvažují se nejčastěji v reálných číslech.

## Případ posloupností v reálných číslech

### Formální definice
Buď {\displaystyle (a_{n})} reálná posloupnost. Je-li {\displaystyle (a_{n})} shora ohraničená, klademe limes superior
{\displaystyle \limsup a_{n}:=\lim _{n\to \infty }\left(\sup _{k\geq n}a_{k}\right)}
V opačném případě klademe {\displaystyle \limsup a_{n}=\infty }.
Je-li {\displaystyle (a_{n})} zdola ohraničená, klademe limes inferior
{\displaystyle \liminf a_{n}:=\lim _{n\to \infty }\left(\inf _{k\geq n}a_{k}\right)}
V opačném případě klademe {\displaystyle \liminf a_{n}=-\infty }.
Limes superior a limes inferior tedy pro reálná čísla nabývají hodnoty z množiny rozšířených reálných čísel.

### Vlastnosti
- Limes superior a limes inferior vždy existují (na rozdíl například od limity, která existovat nemusí)
- Limita posloupnosti {\displaystyle a_{n}} existuje právě tehdy, když {\displaystyle \liminf _{n\to \infty }a_{n}=\limsup _{n\to \infty }a_{n}.}
- {\displaystyle \liminf _{n\rightarrow \infty }a_{n}\leq \limsup _{n\rightarrow \infty }a_{n}}
- {\displaystyle -\liminf _{n\to \infty }a_{n}=\limsup _{n\to \infty }(-a_{n}).}